# Carlos Sevilla
Carlos Edmundo Sevilla Dalgo (ur. 26 sierpnia 1950 w Atuntaqui) – ekwadorski piłkarz, grający na pozycji obrońcy, trener piłkarski.

## Kariera piłkarska

### Kariera klubowa
W 1971 rozpoczął karierę piłkarską w Deportivo Quito, w którym występował do 1974. Potem bronił barw Técnico Universitario Ambato, ale po roku powrócił do Deportivo Quito.

## Kariera trenerska
Po zakończeniu kariery piłkarskiej rozpoczął karierę szkoleniową. W latach 1984–1986 trenował Deportivo Quito. Potem pracował w klubach Técnico Universitario Ambato, CSD Macará, CD El Nacional, Green Cross, ESPOLI, LDU Quito i Emelec Guayaquil.
W 1999 krótko prowadził narodową reprezentację Ekwadoru. Poprowadził Ekwador do pierwszego międzynarodowego tytułu: Canada Cup w 1999.
Następnie, pracował na stanowisku głównego trenera klubów Manta FC, Cienciano Cuzco, Barcelona SC, Deportivo Azogues i Independiente José Terán.

## Sukcesy i odznaczenia

### Sukcesy trenerskie
- zdobywca Canada Cup: 1999 (z Ekwadorem)
- mistrz Ekwadorskiej Serie A: 2001 (z Emelec Guayaquil), 2008 (z Deportivo Quito)